# Naturschutzgebiet Gerkerather Wald
Das Naturschutzgebiet Gerkerather Wald befindet sich auf dem Gebiet der kreisfreien Stadt Mönchengladbach in Nordrhein-Westfalen. Das seit 1990 unter der Kennung MG-005 ausgewiesene und 36,7739 ha große Naturschutzgebiet liegt im Mönchengladbacher Stadtteil Rheindahlen-Land nördlich von Rheindahlen.

## Beschreibung
Von den rund 37 ha Fläche des NSG sind 30 ha Wald. Das NSG Großteils wechselfeucht und nährstoffarm. Im Wald gibt es lichten mittelalte Birken-, Buchen und Eichenwald. Einige Altbäume verteilen sich im Schutzgebiet. Auch totholzreicher Birken-Pionierwald und Buchen-Niederwald kommt vor. In der Strauchschicht befindet sich viel Faulbaum und Eberesche. Die Krautschicht besteht zu 90 Prozent aus Pfeifengras.
Im Südosten des NSG befindet sich ein Feuchtheiderest mit vielen moor- und heidetypischen Arten. Durch jahrelange Pflegearbeiten des NABU seit 1986 befindet sich die Heide im guten Zustand. Seit 2018 gibt es Pflegearbeiten des NABU am Waldsaum. Dabei werden Büsche auf den Stock gesetzt und die meisten hohen Bäume im Waldsaum entfernt, um dichtere Randstrukturen zu fördern. Dadurch sollen streunende Hunde aus dem NSG ferngehalten werden und der Abdrift von Dünger und Pflanzenschutzmitteln ins NSG aufgefangen werden. Auch die vorhandenen Kopfweiden werden geschnitten. Das Schnittgut wird zur Anlage von Totholzstapeln und Strauchschnitthaufen genutzt. Der Niederwald soll wieder genutzt werden, da Niederwald jahrhundertelang den Gerkerather Wald prägte. Dazu werden rund 20 Jahre alte Birken und Eichen im Buchen-Niederwald gefällt. Später sollen auch die alten Niederwald-Buchen auf den Stock gesetzt, damit sie erneut ausschlagen. Der Niederwald soll zukünftig wieder zu Holzgewinnung genutzt werden.

## Schutzzweck
Als Schutzzwecke sind angegeben:
- die Entwicklung eines naturnahen Eichen-Buchen-Laubwaldbestandes auf z. T. bodensaurem, staunassem Standort,
- der Erhalt und die Entwicklung von regional bedeutsamen, seltenen Glockenheidemoorresten,
- die Erhaltung und Optimierung einer Vielzahl von Kleingewässern mit z. T. landeskundlicher Bedeutung (Flachsgruben),
- die Sicherung und Regeneration von Feuchtwiesen,
- der Schutz und die Erhaltung mehrerer geschützter und gefährdeter Tier- und Pflanzenarten feuchter Standorte,
- die Erhaltung eines Landschaftsteiles von besonderer Eigenart, Schönheit und Biotopvielfalt,
- Wiederherstellung und Schutz von ökologischen Funktionen, die durch anthropogene Nutzungen oder Maßnahmen beeinträchtigt sind, mit dem Ziel, dauerhafte Lebensvoraussetzungen für z. T. seltene Pflanzen- und Tierarten zu schaffen, die auf das natürliche Leistungsvermögen dieses Standortes angewiesen sind.